# Facundo De La Vega
Facundo Sebastián De La Vega (Ayacucho, 15 aprile 2003) è un calciatore argentino, attaccante dell'Aldosivi.

## Carriera
Cresciuto nel settore giovanile dell'Aldosivi, debutta in prima squadra il 7 giugno 2022 in occasione dell'incontro di Primera División perso per 2-1 contro l'Argentinos Juniors.

## Statistiche

### Presenze e reti nei club
Statistiche aggiornate al 21 luglio 2025.
| Stagione        | Squadra         | Campionato      | Campionato | Campionato | Coppe nazionali | Coppe nazionali | Coppe nazionali | Coppe continentali | Coppe continentali | Coppe continentali | Altre coppe | Altre coppe | Altre coppe | Totale | Totale |
| Stagione        | Squadra         | Comp            | Pres       | Reti       | Comp            | Pres            | Reti            | Comp               | Pres               | Reti               | Comp        | Pres        | Reti        | Pres   | Reti   |
| --------------- | --------------- | --------------- | ---------- | ---------- | --------------- | --------------- | --------------- | ------------------ | ------------------ | ------------------ | ----------- | ----------- | ----------- | ------ | ------ |
| 2022            | Aldosivi        | PD              | 7          | 0          | CA+CdL          | 1+0             | 0               | -                  | -                  | -                  | -           | -           | -           | 8      | 0      |
| 2023            | Aldosivi        | PBN             | 5          | 0          | CA              | 0               | 0               | -                  | -                  | -                  | -           | -           | -           | 5      | 0      |
| 2024            | Santamarina     | TFA             | 29         | 12         | CA              | 0               | 0               | -                  | -                  | -                  | -           | -           | -           | 29     | 12     |
| 2025            | Aldosivi        | PD              | 1          | 0          | CA              | 0               | 0               | -                  | -                  | -                  | -           | -           | -           | 1      | 0      |
| Totale Aldosivi | Totale Aldosivi | Totale Aldosivi | 13         | 0          |                 | 1               | 0               |                    | -                  | -                  |             | -           | -           | 14     | 0      |
| Totale carriera | Totale carriera | Totale carriera | 42         | 12         |                 | 1               | 0               |                    | -                  | -                  |             | -           | -           | 43     | 12     |